# Antonio Fazio

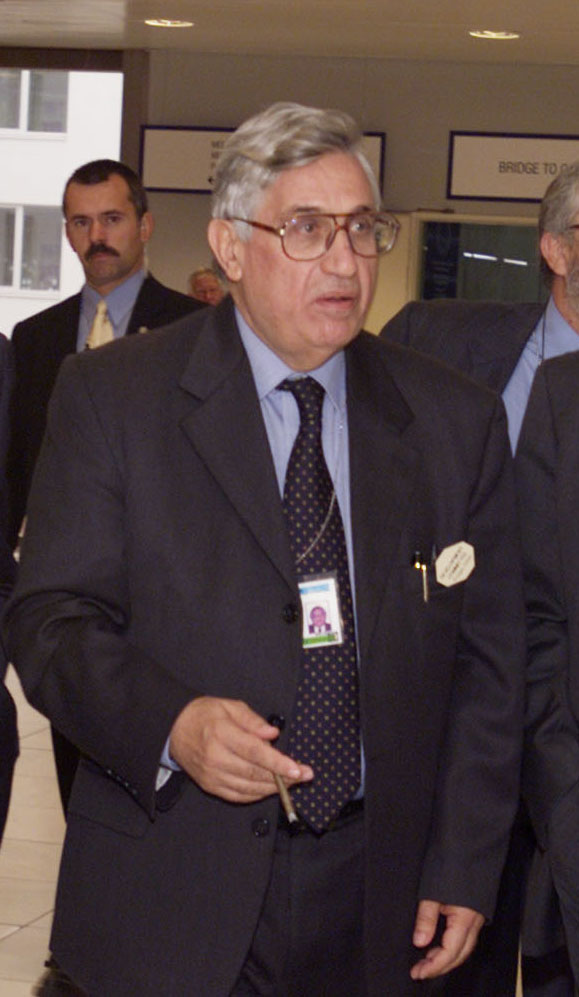
Antonio Fazio

Antonio Fazio (Alvito, 11 oktober 1936) was de gouverneur van de centrale bank van Italië.
Hij had die functie vanaf 1993 toen hij Carlo Azeglio Ciampi opvolgde toen deze premier van Italië werd. Hij was de zesde gouverneur sinds het einde van de Tweede Wereldoorlog.
Fazio trad af op 19 december 2005 na een schandaal. Fazio werd ervan beschuldigd dat hij de Italiaanse bank Banca Popolare Italiana (BPI) of Banca Popolare di Lodi voor wilde trekken in de overnamestrijd met de Nederlandse bank ABN AMRO om de Italiaanse bank Antonveneta over te nemen. Hij lag al maanden onder vuur, maar zijn positie verslechterde aanmerkelijk sinds de arrestatie van de voormalige topman van BPI, Gianpiero Fiorani. Fiorani verklaarde in politieverhoren dat Fazio van het begin af aan deel uitmaakte van de samenzwering die de overname van Antonveneta door BPI tot doel had. Verder was gebleken, dat de gouverneur en zijn naaste medewerkers voor tienduizenden euro’s aan geschenken van Fiorani hadden aanvaard. Ten slotte werd hij door de rechtbank van Milaan officieel in staat van beschuldiging gesteld wegens bevordering van handel met voorkennis.
De gouverneur van de centrale bank wordt voor het leven benoemd en Fazio weigerde aanvankelijk zelf op te stappen. Pas toen minister Giulio Tremonti van Financiën, een felle tegenstander van Fazio, zijn vertrek wilde afdwingen via een wetswijziging trad hij af. Fazio ontbrak politieke steun en ook de Hoge Raad van de centrale bank, het enige orgaan dat hem formeel kon afzetten, leek hem niet meer te steunen. Na een gesprek met twee leden van de Hoge Raad besloot Fazio daarom 'in het belang van het land en de bank' terug te treden. Hij werd opgevolgd door Mario Draghi.
Later werd Fazio veroordeeld voor zijn rol bij de overname van Antonveneta. Hij was eerst tot vier jaar celstraf veroordeeld, maar dit werd in hoger beroep gereduceerd tot 2,5 jaar in mei 2012. Het is onwaarschijnlijk dat hij daadwerkelijk naar de gevangenis gaat vanwege zijn hoge leeftijd.
In 2011 werd Fazio voor een andere zaak ook veroordeeld, ditmaal voor marktmanipulatie met betrekking tot de overname van Banca Nazionale del Lavoro in 2005. Hij kreeg een celstraf van 3,5 jaar en een geldboete van € 1,3 miljoen.

## Trivia
Ten tijde van de overname van Antonveneta door ABN AMRO werd de laatste gesteund door de Nederlandse minister van Financiën, Gerrit Zalm, en Nout Wellink, de president van de De Nederlandsche Bank. Zalm laat zijn collega-ministers weten het onbegrijpelijk te vinden dat een Europese bank geen andere Europese bank mag overnemen. Wellink laat de bedenklijke handelswijze van Fazio tweemaal op de agenda plaatsen van de tweewekelijkse vergadering van de Europese Centrale Bank.
In 2007 wordt ABN AMRO een speelbal in een overnamestrijd. Wellink spreekt zijn zorgen uit op het ministerie van Financiën. Wouter Bos begrijpt zijn zorgen, maar waarschuwt Wellink dat hij moet oppassen voor Fazio-achtige beeldvorming Op 6 maart komen de twee weer bij elkaar voor overleg. Wellink had in een kranteninterview gewaarschuwd tegen de overname. Hij kreeg hierop veel kritiek en ook de bijnaam Nout Fazio.